# Fresa ácida
Fresa Ácida fue un magacín de humor y actualidad de Telecinco, que se estrenó el jueves 11 de febrero de 2010 en el access prime time y fue cancelado el 4 de marzo de 2010. El programa fue presentado por Carmen Alcayde, Cinta Méndez y Adriana Abenia.

## Formato
Análisis en tono irónico de la actualidad política y social. El programa conservaba secciones de G-20 como ancianolesciencia... El hombre y la chica que hablan y también la reportera, que es Nerea Barrios también estaban en G-20.

## Historia
El programa se estrenó el 11 de febrero de 2010 en el access prime time siendo presentado por Carmen Alcayde, Cinta Méndez y Adriana Abenia y emitiéndose los jueves y los domingos en horario access. El programa fue cancelado el 4 de marzo de 2010 debido a sus discretos registros de audiencia.

## Audiencias
- 11 de febrero (Jueves, access prime time): 2.232.000 espectadores y 10,8%
- 14 de febrero (Domingo, access prime time): 1.442.000 espectadores y 7,2%
- 18 de febrero (Jueves, late night): 447.000 espectadores y 9,6%
- 21 de febrero (Domingo, acess prime time): 1.958.000 espectadores y 9,7%
- 25 de febrero (Jueves): sin emisión
- 28 de febrero (Domingo, access prime time): 1.865.000 espectadores y 9,7%
- 4 de marzo (Jueves, access prime time): 2.085.000 espectadores y 10,4%